# U-1206
| U-1206                     | U-1206                                                         | U-1206                                                         |
| -------------------------- | -------------------------------------------------------------- | -------------------------------------------------------------- |
|                            |                                                                |                                                                |
|                            |                                                                |                                                                |
|                            |                                                                |                                                                |
| Під прапором               | Третій рейх                                                    | Третій рейх                                                    |
| Спуск на воду              | 30 грудня 1943 року                                            | 30 грудня 1943 року                                            |
| Виведений зі складу флоту  | 14 квітня 1945 року                                            | 14 квітня 1945 року                                            |
| Сучасний статус            | затоплений                                                     | затоплений                                                     |
| Проєкт                     |                                                                |                                                                |
| Тип ПЧ                     | Торпедний ДПЧ                                                  | Торпедний ДПЧ                                                  |
| Основні характеристики     |                                                                |                                                                |
| Швидкість (надводна)       | 17,7 вузлів                                                    | 17,7 вузлів                                                    |
| Швидкість (підводна)       | 7,6 вузлів                                                     | 7,6 вузлів                                                     |
| Робоча глибина занурення   | 100 м                                                          | 100 м                                                          |
| Гранична глибина занурення | 220 м                                                          | 220 м                                                          |
| Екіпаж                     | 44 осіб                                                        | 44 осіб                                                        |
| Розміри                    |                                                                |                                                                |
| Довжина найбільша (по КВЛ) | 67,1 м                                                         | 67,1 м                                                         |
| Ширина корпусу найб.       | 6,2 м                                                          | 6,2 м                                                          |
| Висота                     | 9,6 м                                                          | 9,6 м                                                          |
| Середня осадка (по КВЛ)    | 4,70 м                                                         | 4,70 м                                                         |
| Водотоннажність надводна   | 769 т                                                          | 769 т                                                          |
| Озброєння                  |                                                                |                                                                |
| Артилерія                  | одна палубна гармата калібру 88-мм, одна 20-мм зенітна гармата | одна палубна гармата калібру 88-мм, одна 20-мм зенітна гармата |
| Торпедно- мінне озброєння  | 4 носових і один кормовий ТА. 14 торпед або 26 мін             | 4 носових і один кормовий ТА. 14 торпед або 26 мін             |

U-1206 — німецький підводний човен типу VIIC часів Другої світової війни.
Замовлення на будівництво човна було віддане 2 квітня 1942 року. Човен був закладений на верфі суднобудівної компанії «F Schichau GmbH» у місті Данциг 12 червня 1943 року під заводським номером 1576, спущений на воду 30 грудня 1943 року, 16 березня 1944 року увійшов до складу 8-ї флотилії. Також за час служби перебував у складі 11-ї флотилії
Човен зробив 1 бойовий похід, у якому не потопив та не пошкодив жодного судна.
Затонув 14 квітня 1945 року у Норвезькому морі поблизу Пітергеду (57°24′ пн. ш. 01°37′ зх. д. / 57.400° пн. ш. 1.617° зх. д.) через інцидент при зануренні. 4 члени екіпажу загинули, 46 врятовані.

## Командири підводного човна
- Оберлейтенант-цур-зее Гюнтер Фріце (16 березня 1944 — липень 1944);
- Капітан-лейтенант Карл-Адольф Шлітт (липень 1944 — 14 квітня 1945)